# Mesochorus aulacis
Mesochorus aulacis är en stekelart som beskrevs av Dasch 1974. Mesochorus aulacis ingår i släktet Mesochorus och familjen brokparasitsteklar. Inga underarter finns listade i Catalogue of Life.